# Mèo Hermitage

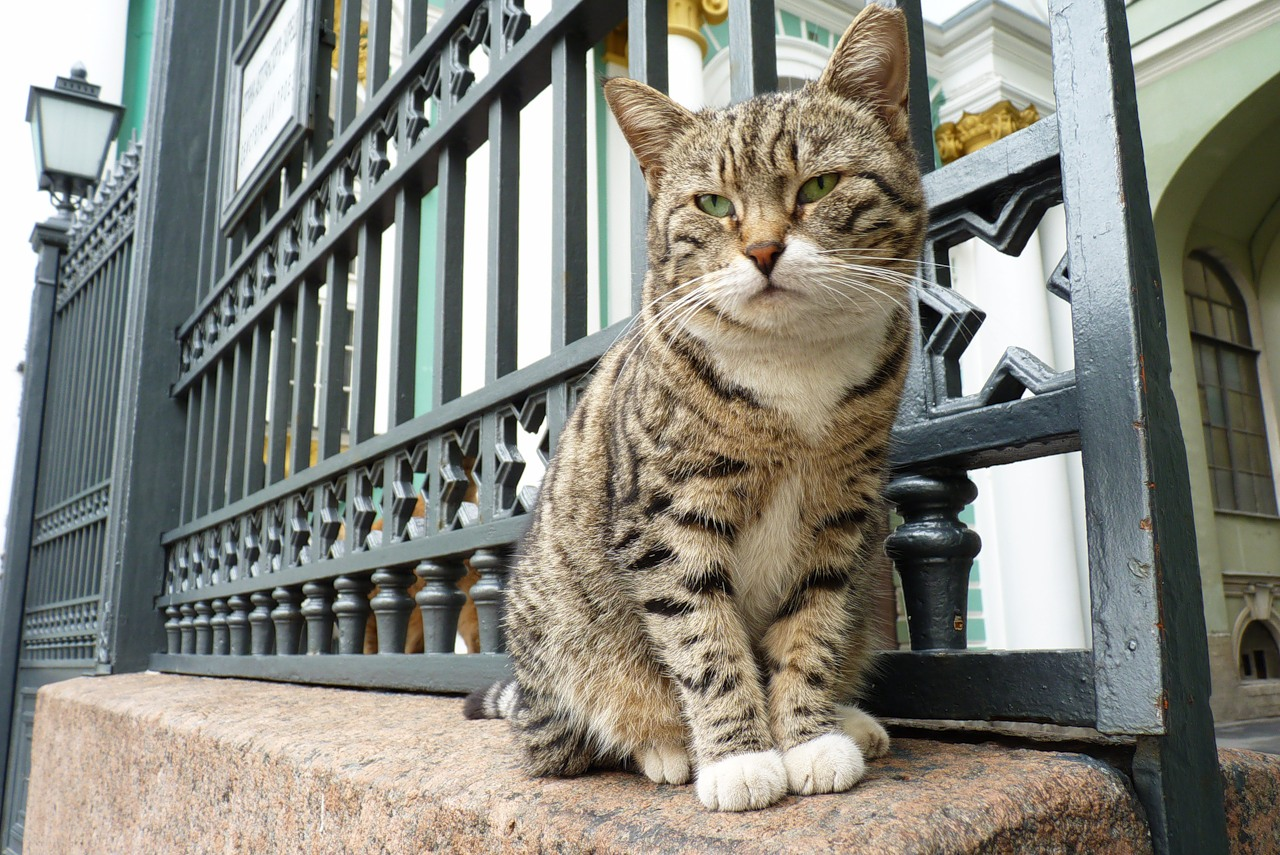
Một trong những con mèo ở Hermitage

Mèo Hermitage (tiếng Nga: Эрмитажные коты) là một nhóm mèo sống trong Bảo tàng Hermitage ở Saint Petersburg, Nga. Bảo tàng có một thư ký báo chí dành riêng cho mèo và ba người đóng vai trò là người chăm sóc. Những con mèo sống trong tầng hầm của bảo tàng, và chúng cũng xuất hiện trên bờ kè và quảng trường vào mùa hè. Trong các thời đại trước, chúng lang thang khắp các phòng trưng bày của bảo tàng.
Năm 2010, Maria Khaltunen (còn gọi là "Khaltunin" hoặc "Haltunen"), người chỉ đạo chương trình mèo của bảo tàng, tuyên bố rằng có 60 con mèo trong khuôn viên bảo tàng, mặc dù các nhân viên đã nói đùa rằng bảo tàng chỉ được phép có 50 con mèo. Irina Popovets, người đã trở thành người đứng đầu bộ phận mèo, nói rằng những con mèo "nổi tiếng như bộ sưu tập của chúng tôi".
Tháng 5 năm 2013, số lượng đã tăng lên 74 con mèo, thuộc cả hai giới tính (nhưng đã bị thiến), theo Haltunen. Có nhà bếp để chuẩn bị thức ăn cho chúng ("tất cả chúng đều có những sở thích khác nhau") và thậm chí là một bệnh viện nhỏ.
Kể từ năm 2013, các khoản quyên góp (khoản thanh toán €400 mỗi tháng từ tổ chức từ thiện Pro Animale và sự tài trợ của Royal Canin) tài trợ cho sự hiện diện của mèo.

## Lịch sử
Từ thế kỷ 18, mèo đã có mặt trong bảo tàng, vốn là một cung điện. Năm 1745, nữ hoàng Yelizaveta của Nga ra lệnh đặt mèo trong cung điện để kiểm soát chuột. James Rodgers của BBC nói rằng người ta tin những con mèo có nguồn gốc từ Kazan, một thành phố nổi tiếng vì có những con mèo giỏi bắt chuột. Những con mèo vẫn ở St. Petersburg ngoại trừ trong Chiến tranh thế giới thứ hai, khi quần thể mèo hiện có bị giết. Một nhóm mèo mới đã thay thế những con mèo trước đó, vì số lượng chuột đã tăng lên.
Vào cuối những năm 1990, Khaltunen bắt đầu chương trình chăm sóc mèo trước đây sống trong điều kiện tồi tàn. Kể từ năm 2007, bảo tàng bắt đầu nhận nuôi mèo cần nhà.
Năm 2011, bảo tàng bắt đầu tổ chức "Catfest", lễ kỷ niệm số lượng mèo của bảo tàng. "Catfest" bao gồm các cuộc thi vẽ mèo và trò chơi truy tìm kho báu cho trẻ em.
Bắt đầu từ năm 2015, do số lượng khách du lịch đến thăm, bảo tàng đã thành lập một trang web dành cho những người quan tâm đến việc nhận nuôi mèo. "Thật vinh dự khi được nhận nuôi một chú mèo Hermitage", một chủ sở hữu mèo nói.